# Månskära
- Övre vänster: Månskära i himlen.
- Övre höger: Öppen månskära.
- Undre vänster: Stängande månskära.
- Undre höger: Månskära som ljusskylt.

Månskära, ibland oegentligt halvmåne, är en symbol bestående av två cirkelbågar som avbildar månen i tilltagande eller avtagande fas – stadiet mellan halvmåne och nymåne. Formen liknas vid en skära.
Månskäran används bland annat för att symbolisera islam. Symbolen används även av Röda halvmånen, på motsvarande sätt som det traditionellt kristna korset används av Röda korset.
Inom heraldiken förekommer månskäran på vapen och flaggor. 
I alkemi används månen som symbol för silver.

## Galleri

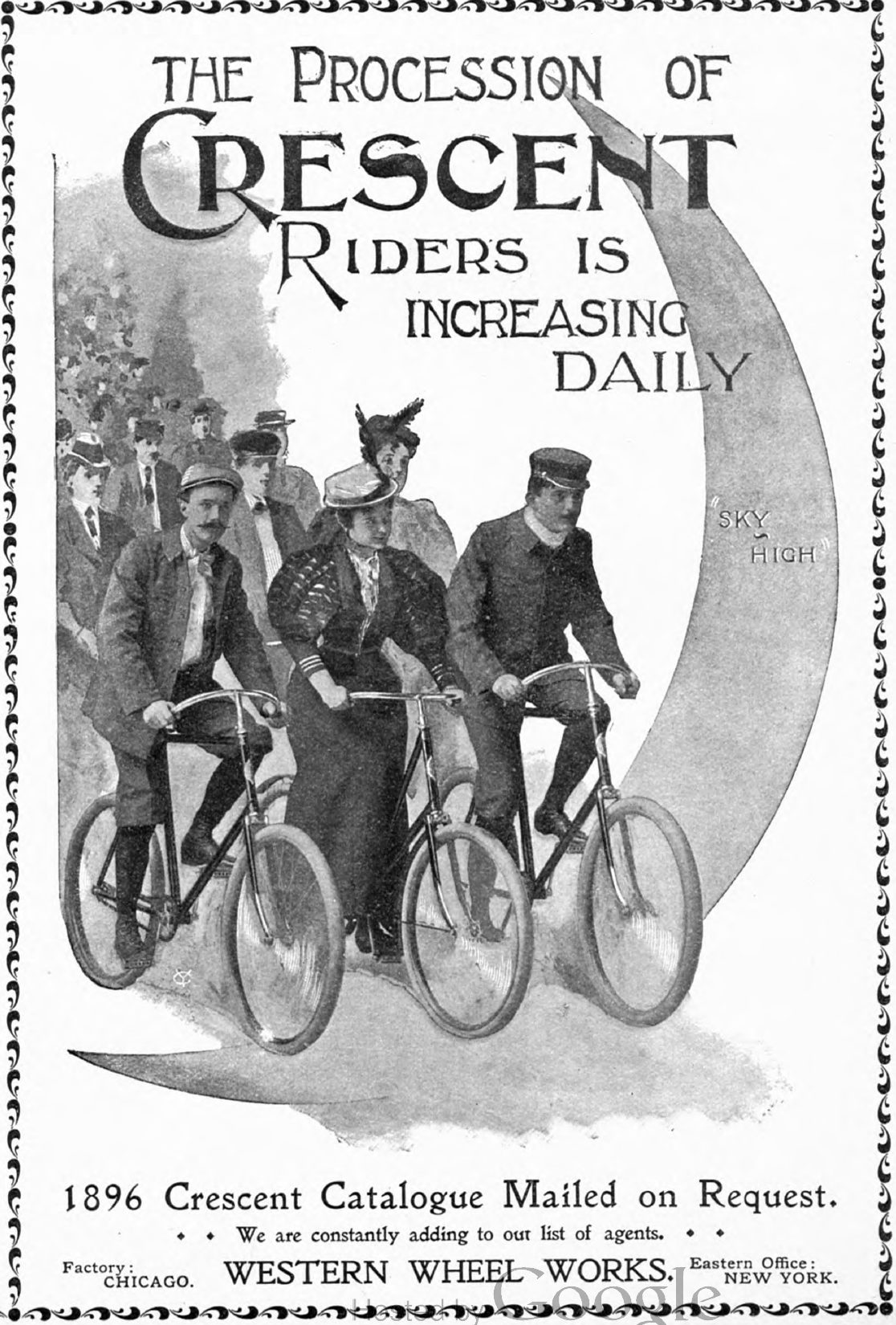
Innan Crescent blev ett svenskt cykelmärke, förekom en månskära i det amerikanska företagets olika reklamer. Crescent är engelska för månskära.
Turkiets flagga innehåller en månskära som även symboliserar islam.